# Isaiah Horowitz
Isaiah Horowitz (in ebraico ישעיה הלוי הורוויץ‎?), noto come Shelah ha-Kadosh (il santo Shelah) dal titolo della sua opera più importante (Praga, 1565 – Safed, 24 marzo 1630) è stato un rabbino e religioso boemo, rinomato levita e mistico della Cabala ebraica.

## Biografia
Nato a Praga verso il 1565, suo primo insegnante fu suo padre, Avraham ben Shabtai Sheftel Horowitz, un rinomato studioso e autore e discepolo di Moses Isserles (il Rema). Horowitz studiò con i rabbini Meir Lublin e Joshua Falk, sposò Chaya, figlia di Abraham Moul di Vienna e fu un attivo filantropo, sostenendo lo studio della Torah, specialmente a Gerusalemme. Nel 1590 a Lublino, partecipò ad un incontro del Consiglio delle Quattro Terre (Va'ad Arba' Aratzot) e la sua firma appare su un decreto che condanna l'acquisto di posti rabbinici. Nel 1602 fu nominato capo del Beth Din in Austria e nel 1606 fu eletto rabbino di Francoforte sul Meno. Nel 1614, dopo aver coperto importanti posti nei rabbinati d'Europa, assunse una prestigiosa carica di rabbino capo a Praga. Nel 1621, dopo la morte di sua moglie, si trasferì in Palestina e fu nominato rabbino della comunità aschenazita di Gerusalemme, risposandosi con Chava, figlia di Rabbi Eleazer. Nel 1625 fu sequestrato e imprigionato, insieme ad altri 15 rabbini e studiosi ebrei, dal pascià Ibn Faruh che chiese un riscatto. Dopo il 1626, Horowitz si spostò a Safed, importante centro della Cabala, e in seguito morì a Tiberiade il 24 marzo 1630 (11 Nissan 5390 del calendario ebraico).
Nelle sue numerose opere cabalistiche, omiletiche e halakhiche, enfatizzò la gioia in ogni azione e come uno debba trasformare l'inclinazione al male in bene, due concetti che influenzarono il pensiero ebraico in tutto il XVIII secolo, incidendo grandemente sullo sviluppo del Chassidismo.

## Opere
L'opera più importante è Shnei Luchos ha-Bris (ebraico: שני לוחות הברית - Due Tavolette dell'Alleanza); abbrev. Shelah של"ה), compilazione enciclopedica di rituali, etica e mistica. Originalmente inteso come "testamento etico", è strutturato come un compendio delle religione ebraica. Il frontespizio della prima edizione dichiara che l'opera è "compilata da entrambe le Torah, quella Scritta e quella Orale, tramandate dal Monte Sinai". L'opera ebbe una profonda influenza sulla vita ebraica - specialmente agli albori del movimento chassidico, incluso il Baal Shem Tov; Rabbi Shneur Zalman di Liadi venne descritto come un "Ebreo Shelah" e il Shelah viene chiaramente riportato nel Tanya. Il Shelah è stato spesso ristampato, specialmente in forma abbreviata - venne pubblicato per la prima volta nel 1648 da suo figlio, Rabbi Shabbethai Horowitz.
Horowitz scrisse anche il libro di preghiere (Siddur) intitolato Sha'ar ha-Shamayim che successivamente ha influenzato il Nusach aschenazita.

## Tefillat HaShlah - La preghiera di Shelah
Rabbi Horowitz scrisse che la vigilia della prima giornata del mese ebraico di Sivan è il momento più propizio per pregare per il benessere fisico e spirituale dei propri figli e nipoti, in quanto Sivan è il mese in cui la Torah fu data al popolo ebraico. Compose quindi una preghiera speciale da dire in tale giorno, nota come Tefillat HaShlah - Preghiera del Shelah. Nei tempi moderni, l'usanza di dire questa preghiera nel giorno stabilito è diventata molto popolare tra gli ebrei ortodossi.